# نهر تيميش

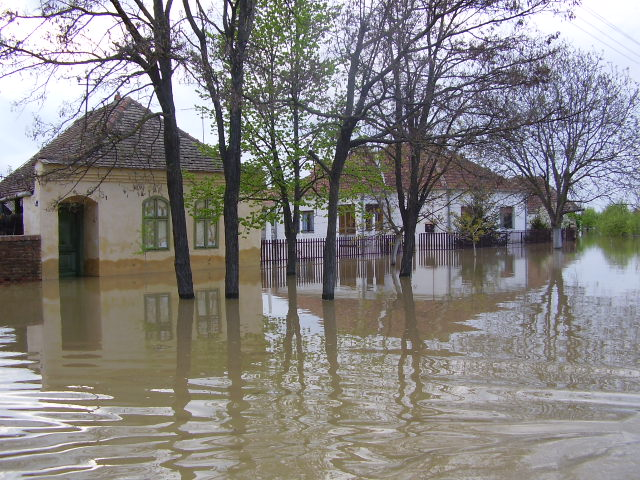
فيضان نهر تيميش في عام 2005

نهر تيميش من أطول الأنهار القادمة من قمم سيمينك (1,410متر)، (4,360قدم) جنوب جبال الكاربات في مقاطعة كاراس سيفيرين في رومانيا، ويتدفق في منطقة بانات ومن ثم يصب في نهر الدانوب بالقرب من باتشيفو شمال صربيا.

## التسمية
في العصور القديمة كان يعرف النهر باسم تيبيسكوس (في اللغة اللاتينية) وباسم تيبسس (في اللغة اليونانية القديمة). أما بالنسبة للرومان الذين نجحوا في اجتياز سهول المجر وعبروا عدة أنهار صالحة للملاحة وركوب الزوارق أوالقوارب،وجدوا أن هناك سبب لإثارة الشك بسبب التيار المتعرج الذي قد يحدث في أماكن مختلفة تحت أسماء مختلفة. 

## الخصائص
تغطي مساحة حوض نهر التايمز حوالي (13,085 كيلو متر مربع)، أي (5,052ميل مربع). ومن رومانيا (8,085 كيلو متر مربع)، (3,122 ميل مربع) أما من صربيا (5,000 كم متر مربع)، (1,900 ميل مربع). ويلتقي مع حوض مجرى النهر الأسود مع نهر الدانوب ويتدفق من منابع رومانيا بما يقارب 241كم، (150ميل) ومن صربيا 118كم (73ميل). يبدأ النهر عند تقاطع منابع بيربو وغراديستيا وسيمينك في بحيرة تيري آيب( بحيرة القرد).أما بعد عبور بانات تصبح موجات البحر بطيئة، وتنتظم حركتها في الأجزاء السفلية منه(53كم)،(33ميل) وتعتبر صالحة للملاحة، كما يعتبر ميناء باتشيفو من أهم الموانئ الصناعية.

## الفيضانات
تحدث الفيضانات في السنوات التي يهطل فيها المطر بغزارة، خاصة الفيضان الذي حدث عام 2005 حيث دمر قرية بوركا وجازا توميتش التي تضررت بشدة. وفي العشرون من شهر أبريل من عام 2005، تم تسجيل أعلى مستوى فيضان منذ بدء القياسات حيث بلغ 844سم(322). في ربيع عام 2007، تم العمل على بناء السدود على جانبي النهر 11,5 كم (7,1ميل) وعلى الضفة اليمنى للنهر 13,2كم أما من الضفة اليسرى (8,2ميل) ويجب أن يبلغ طول السدود مقدارا أعلى مماهي عليه آن ذاك 30-70 سم(12-28 قدم) لمنع حدووث أي فيضان في المستقبل. في بعض أجزاء المستنقعات المنخفضة التي انشأتها الفيضانات تم إنشاء العديد من البحيرات المليئة بالأسماك في بانستاكي وديسبوتوفاتاس وإزدان وسكولو و سلاتينا.

## الروافد
تعتبر الأنهار التالية هي الروافد لنهر التايمز: 
من اليسار: سلاتينا و بوربو وفاليا ماري وفانا ماري وموروت ولنا مورفيتا وبوغانيز ومانتك وبرزافا وسيرينتو ولونكا وتيمسول مورت وجوليت بوكوسينتا.
من اليمين: راؤول وفاليا ماري وسلاتينا و تابيا وتيرغوف وسيمينك وكريفا وأرمانيز وسادوفيتا وبولفاسينتا زلاغنا وبيسترا وتينكوفا وكيرنولا ولاكروس.

## المستوطنات
رومانيا: المدن الرئيسية التي مسارها روماني هي كارينسييش وغوج وتشتمل على أماكن أصغر منها وهي: نيوزيلاندا وسلاتينا تيميش وكرانسبيش وكونستانتين. وعلى الرغم من اسم قرية التايمز إلا أنها ليست مستوطنة على نهر التايمز، لكنها مستوطنة على النهر من ناحية النهر الصربية في بيغا.
صربيا: تعتبر هذه القرى من المستوطنات على النهر من الناحية الصربية: توميتش وبوكا وديسبوتوفاتس وبانتشيفو ويوزدان. 